# بوریسلاو بالدژیسکی
بوریسلاو بالدژیسکی (بلغاری: Борислав Балджийски؛ زادهٔ ۱۲ اکتبر ۱۹۹۰) بازیکن فوتبال اهل بلغارستان است.
از باشگاه‌هایی که در آن بازی کرده است می‌توان به باشگاه فوتبال لفسکی صوفیه اشاره کرد.
وی همچنین در تیم ملی فوتبال زیر ۲۱ سال بلغارستان بازی کرده است.